# Melolontha insulanus
Melolontha insulanus är en skalbaggsart som beskrevs av Moser 1918. Melolontha insulanus ingår i släktet Melolontha och familjen Melolonthidae. Inga underarter finns listade i Catalogue of Life.